# Ръждивокафява яребица
Ръждивокафявата яребица (Caloperdix oculeus) е вид птица от семейство Фазанови (Phasianidae), единствен представител на род Caloperdix. Видът е почти застрашен от изчезване.

## Разпространение и местообитание
Разпространен е в Индонезия, Малайзия, Мианмар и Тайланд.